# Kun-jü van-kuo csüan-tu

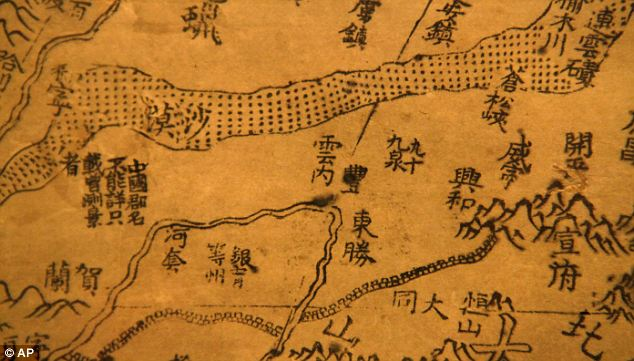
Kína részlete az eredeti 1602-es nyomaton

Színes változat Japánból, 1604 körül

A kunjü vankuo csüantu (坤輿萬國全圖, pinjin: Kūnyú Wànguó Quántú, szó szerint „a világ megszámlálhatatlanul sok országának térképe”) az első európai stílusú kínai világtérkép, amelyet Matteo Ricci készített 1602-ben Ming Van-li császár utasítására. A térkép mintegy 1,5×3,5 méteres fametszet képzetes hengervetülettel ábrázolja a kontinenseket, Kínával a középpontban. Eredetileg rizspapírra nyomták barna tintával, hat részletben. Számos olyan információt egyesített, amelyek addig csak a kínaiaknak, vagy csak az európaiaknak voltak birtokában – a kínaiak például innen szereztek tudomást Amerika létezéséről.